# ストリクトシジン-β-グルコシダーゼ
ストリクトシジン-β-グルコシダーゼ(3alpha(S)-strictosidine beta-glucosidase, EC 3.2.1.105)は、系統名をストリクトシジン β-D-グルコヒドロラーゼ(strictosidine beta-D-glucohydrolase)という酵素である。以下の化学反応を触媒する。
ストリクトシジン + 水 {\displaystyle \rightleftharpoons } D-グルコース + ストリクトシジンアグリコン
従って、この酵素の2つの基質は、ストリクトシジンと水、一方、2つの生成物は、D-グルコースとストリクトシジンアグリコンである。
この酵素は、加水分解酵素、特にO-及びS-グリコシル化合物を加水分解するグリコシダーゼに分類される。インドール及びトコンアルカロイドの生合成に関与している。また、ストリクトシジンは、インドールアルカロイドの前駆体となる。